# گجیا
گُجیا پیراشکی شیرین و سرخ‌شده‌ای است که جزء یکی از دسر محبوب در شبه قاره هند به حساب می‌آید. این غذای لذیذ با استفاده از سوجی (سمولینا) یا مایدا (آرد همه منظوره) تهیه می‌شود که با مخلوطی از خوآ شیرین شده (شیر خشک که مأوا نیز نامیده می‌شود) و میوه‌های خشک پر می‌شود. سپس آن را در ماهیتابه سرخ می‌کنند تا بافتی ترد به آن بدهند.
اولین بار ذکر گُجیا به قرن سیزدهم برمی گردد، زمانی که مخلوطی از عسل و انگور با آرد گندم درون آن پر شده و در آفتاب خشک می‌کردند. روش تهیه یک گجیا معمولی تقریباً شبیه سمبوسه است، اما با مخلوط شیرینی از میوه‌های خشک رنده شده و برشته شده، خوآ، نارگیل رنده شده و کمی سوجی پر می‌شود تا بافتی ترد به آن بدهند.